# Ralph Percy, 12.º duque de Northumberland
Ralph George Algernon Percy, 12.º duque de Northumberland, (16 de noviembre de 1956), llamado Lord Ralph Percy hasta 1995, es un aristócrata y terrateniente británico.

## Biografía
Ralph Percy fue el quinto hijo y segundo varón de los siete hijos de Hugh Percy, 10.º duque de Northumberland, y su mujer, Lady Elizabeth Montagu Douglas Scott.
Asistió al Eton College, estudió historia en la Universidad de Oxford, y luego gestión de tierras en la Universidad de Reading y trabajó en las oficinas del Castillo Arundel por siete años, antes de volver a Northumberland para gestionar la propiedad Alnwick para su hermano mayor, Henry, el 11.º duque.
Heredó el ducado en 1995 a la muerte del 11.º duque, quien no dejó descendencia. De tal modo, fue miembro de la Cámara de los Lores hasta que un acta de 1999 acabó con el derecho de los aristócratas de sentarse en la Cámara.
El duque ayuda a manejar Northumberland Estates (la corporación que posee los activos de las propiedades familiares ducales) que tiene muchos subsidiarios y monopolios, poseyendo en conjunto tierras y propiedades en Northumberland, Escocia junto con pequeñas propiedades en Londres, Surrey y Tyneside. Ralph Percy figuró en la posición 248 en el Sunday Times Rich List 2011, con un patrimonio estimado en £315 millones. Él o su corporación son dueños del Castillo Alnwick, el asentamiento ducal ancestral, como también del Castillo Warkworth y el Castillo Prudhoe en Northumberland; Syon House y Syon Park en Londres; Hulne Park y Hulne Priory en Alnwick; Albury Park en Surrey, y otros edificios como la Brizlee Tower.
El 12.º duque ha mostrado tener mayores dotes de empresario que sus predecesores, aunque sus planes suelen recibir críticas. La venta en el mercado abierto, en vez de a un bajo precio para The National Gallery, del cuadro de Rafael Sanzio, Virgen de los claveles en 2003 lo hizo sujeto de críticas. Sucesivas crisis de imagen han seguido surgiendo durante los años.
El duque ha mostrado oposición a cierto tipo de granjas, sin embargo, ha adoptado el uso de energías renovables. El duque es patrocinador de la The Northumberland Church of England Academy.
En abril de 2014, la corporación anunció la fecha para una nueva subasta de arte para alcanzar la suma de £15 millones para pagar los costes de la inundación de Newburn ocurrida en septiembre de 2012. Las ventas fueron completadas por Sotheby's en julio de 2014.
En 2015, enojó a los usuarios de parcelas en Hounslow, en el oeste de Londres, cuando revocaron un contrato de arrendamiento que existía desde la Primera Guerra Mundial, con la intención de desarrollar el terreno con fines de lucro.

## Matrimonio e hijos
Percy se casó con Jane Richard el 21 de julio de 1979 en la Iglesia de Traquair. Tienen cuatro hijos:
- Lady Catherine Sarah Percy (nacida el 23 de junio de 1982), una armera y mecánica, se casó con Patrick Valentine en febrero de 2011.[15] La pareja se separó a finales de 2013 sin descendencia y se divorciaron en 2014.
- George Percy, Conde Percy (nacido el 4 de mayo de 1984), heredero aparente y director de la compañía energética Cluff Geothermal.[16]
- Lady Melissa Jane Percy (nacida el 20 de mayo de 1987), exjugadora de tenis y diseñadora de moda, se casó con Thomas van Straubenzee, amigo de los príncipes Guillermo de Cambridge y Enrique de Sussex, en junio de 2013.[17] Thomas es el padrino de la princesa Carlota de Cambridge.[18] La pareja se divorció en 2016 sin descendencia.[19] Lady Melissa comenzó a salir con el financiero multimillonario estadounidense Remy White Trafelet en 2016.[20][21] Se casaron en la plantación Mercer Mill en Georgia el 19 de diciembre de 2019.[21] El 19 de febrero de 2020 dio a luz a su primera hija, llamada Bluebell Rose Trafelet. La segunda nieta del duque de Northumberland.[22] El 22 de febrero de 2023 dio a luz a gemelos, Percy Dean y Alfred Ralph Trafelet.
- Lord Max Ralph Percy (nacido el 26 de mayo de 1990), analista financiero, se casó con la princesa Nora Oettingen-Spielberg en julio de 2017.[23] Tienen una hija, Romy Jane Percy, nacida en Munich el 31 de julio de 2019. Es la primera nieta del duque de Northumberland.[24]

### Otros familiares
Una de sus sobrinas, Lucy Caroline Cuthbert, se casó con el príncipe saudí, Khalid bin Bandar bin Sultan Al Saud, en 2011.